# Ictalúrids
La família dels ictalúrids (Ictaluridae) és constituïda per peixos actinopterigis d'aigua dolça de l'ordre dels siluriformes present des del sud del Canadà fins a Guatemala. La longitud màxima és assolida per les espècies Ictalurus furcatus i Pylodictis olivaris amb 1,6 m.

## Gèneres
Diversos gèneres són inclosos en la família: 
- Ameiurus (Rafinesque, 1820)[3]
- Ictalurus (Rafinesque, 1820)[3]
- Noturus (Rafinesque, 1818)[4]
- Prietella (Carranza, 1954)[5]
  - Prietella lundbergi (Walsh & Gilbert, 1995)
  - Prietella phreatophila (Carranza, 1954)
- Pylodictis (Rafinesque, 1819)[6]
  - Pylodictis olivaris (Rafinesque, 1818)[4]
- Satan (Hubbs & Bailey, 1947)[7]
  - Satan eurystomus (Hubbs & Bailey, 1947)
- Trogloglanis (Eigenmann, 1919)[8]
  - Trogloglanis pattersoni (Eigenmann, 1919)[9][10][11][12][13][14][15]

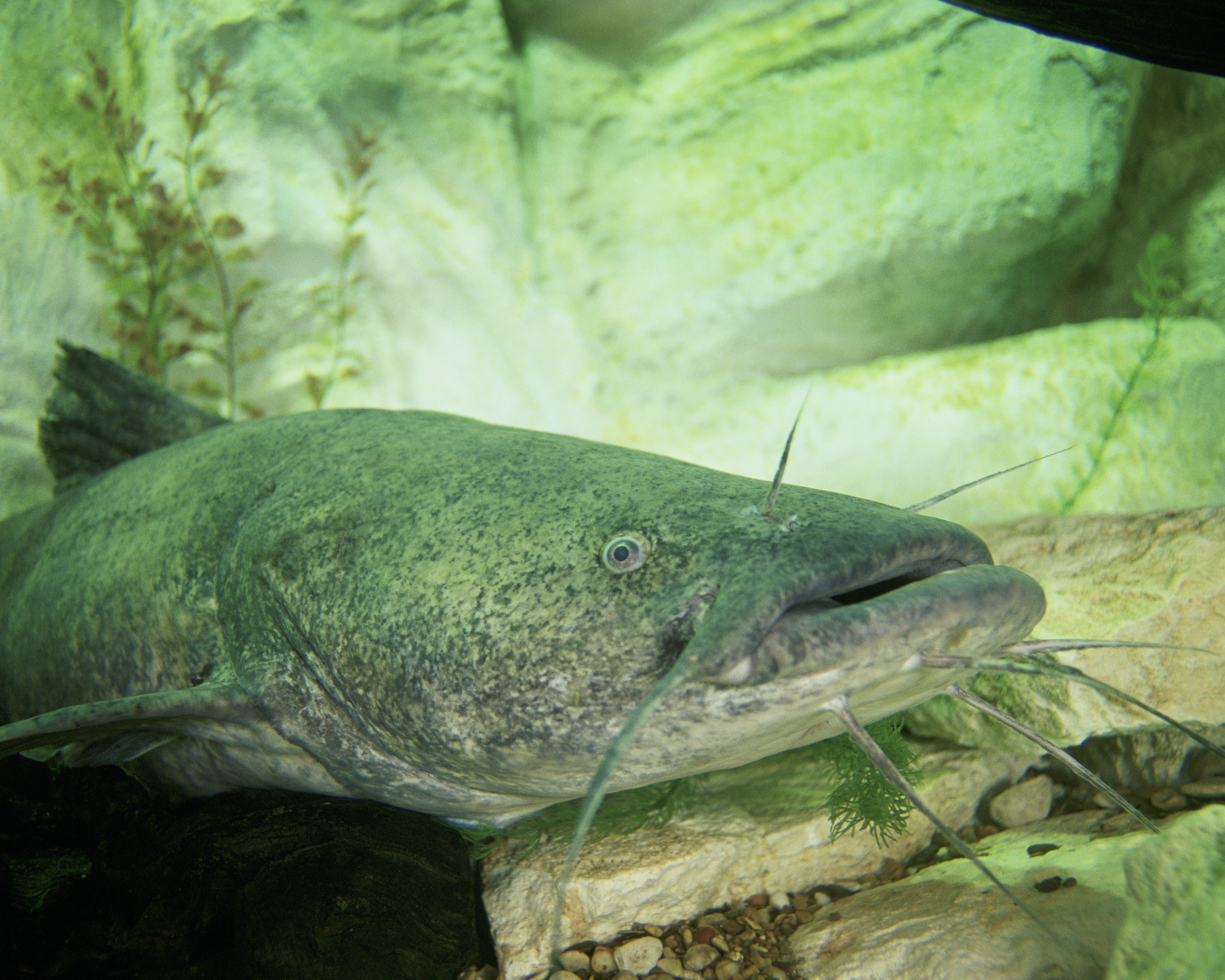
Pylodictis olivaris
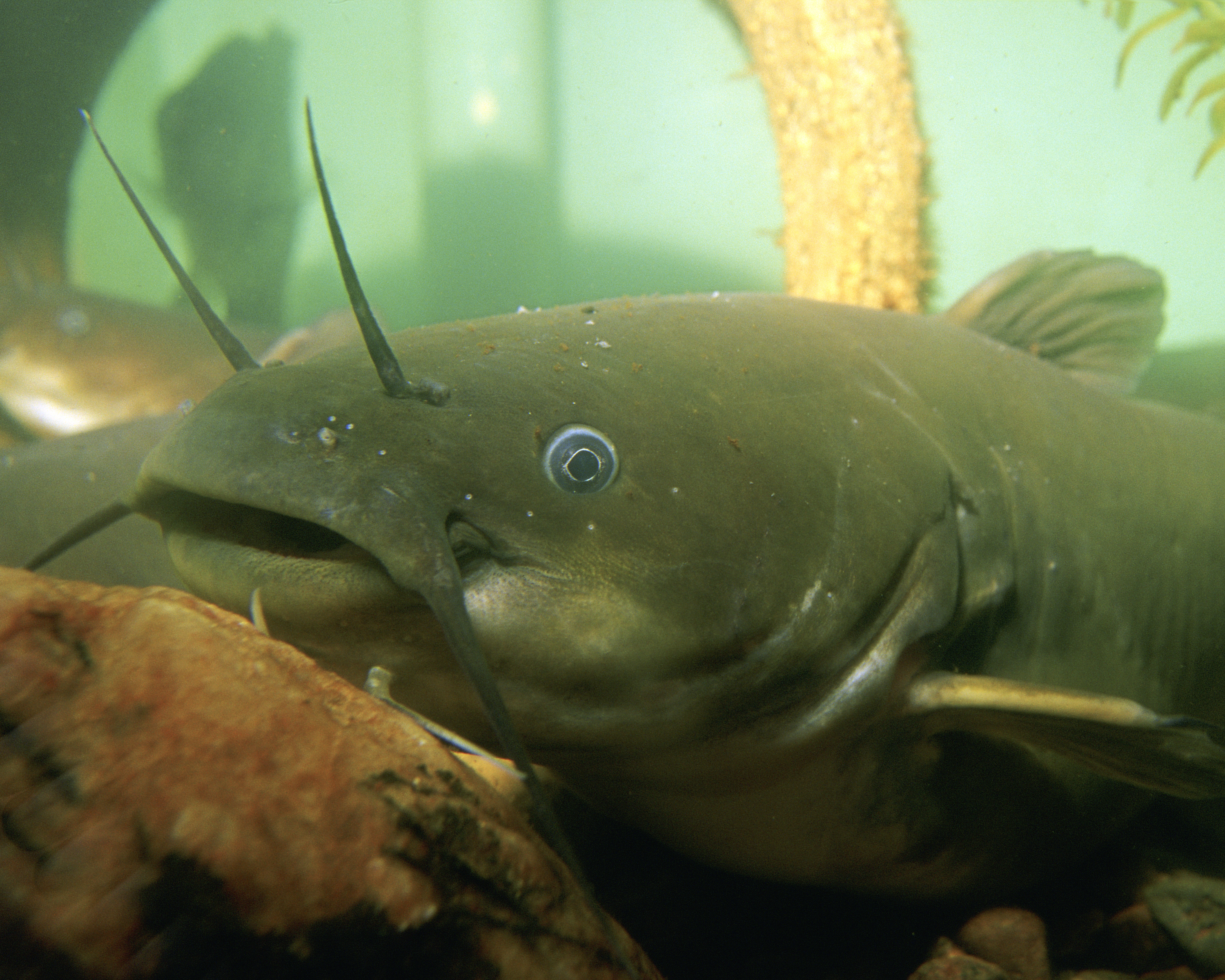
Ameiurus natalis
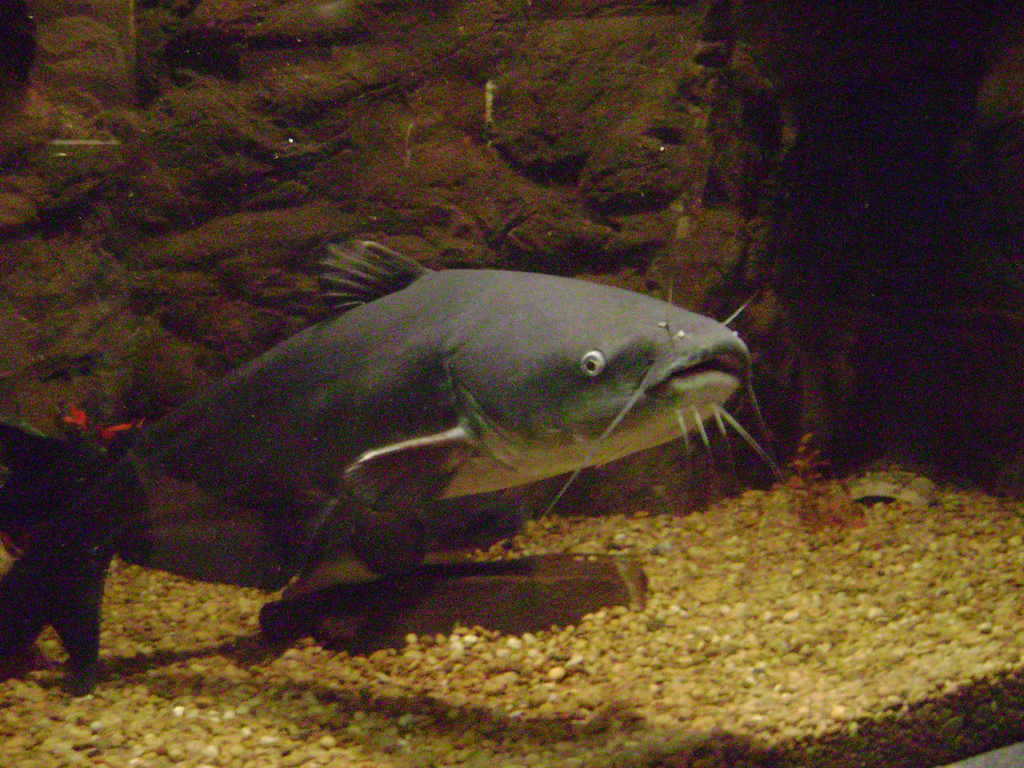
Ictalurus furcatus
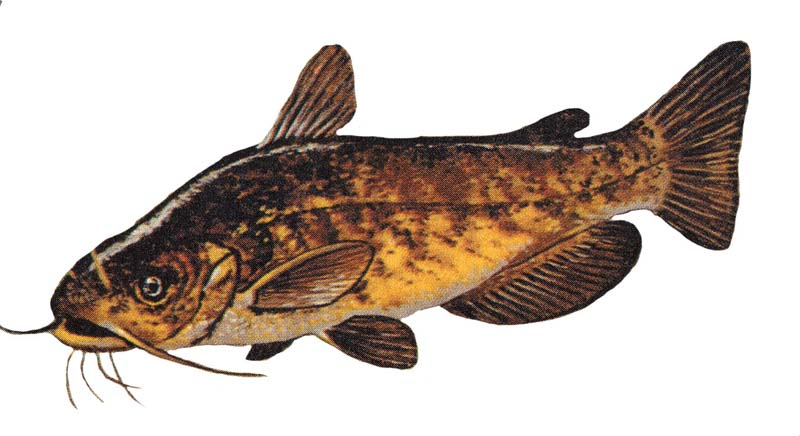
Ameiurus nebulosus
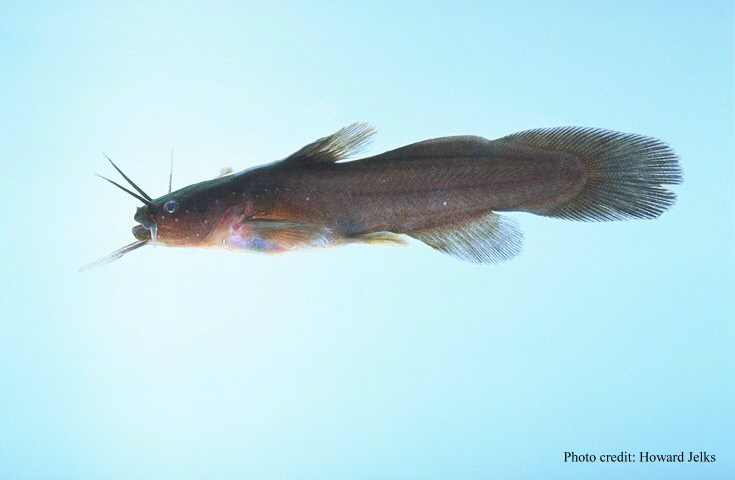
Noturus gyrinus
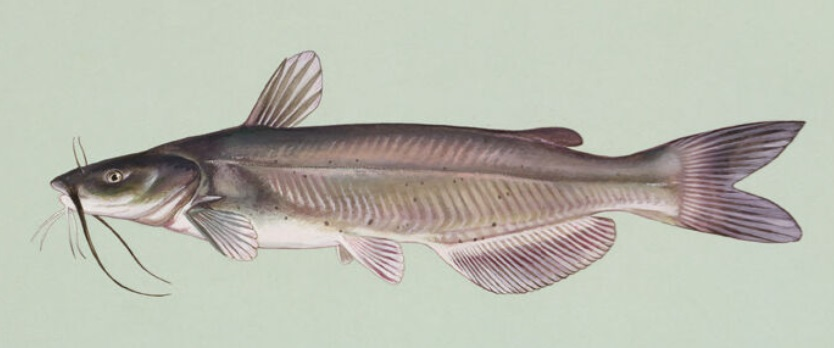
Ictalurus punctatus
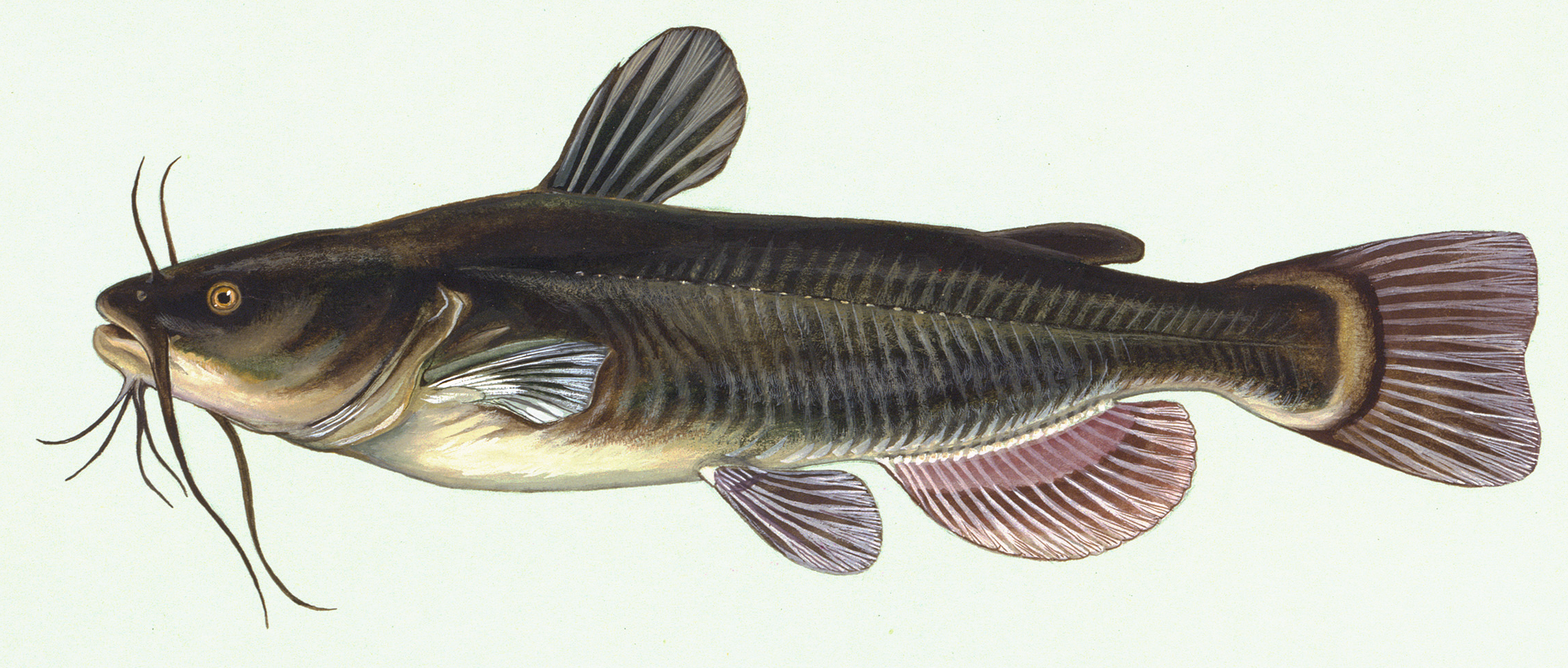
Ameiurus melas
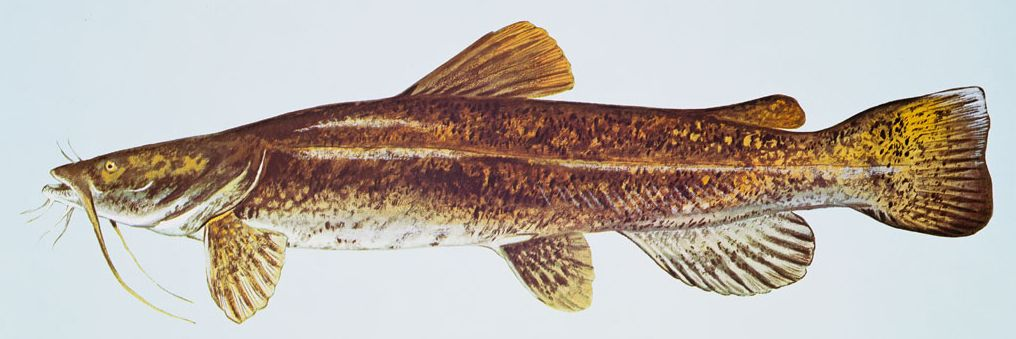
Pylodictis olivaris
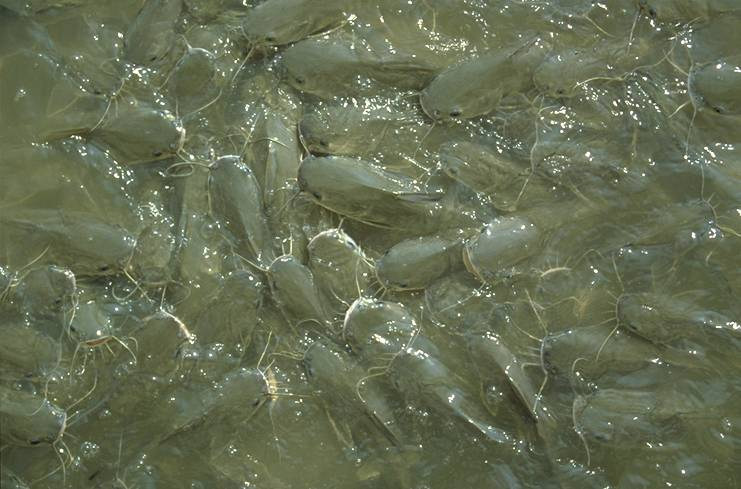
Mola d'ictalúrids